# Pijnacker
Pijnacker is een plaats in de Nederlandse provincie Zuid-Holland. Het dorp ligt tussen Rotterdam, Den Haag, Delft en Zoetermeer. Bij het dorp ligt de buurtschap Vlieland.
Het is sinds 2002 onderdeel van de gemeente Pijnacker-Nootdorp; voor deze tijd was Pijnacker een zelfstandige gemeente.

## Geschiedenis
Het eerst nu bekende voorkomen van de naam Pijnacker ("Pinacker") is van 1222. Andere naamsvarianten zijn Pinacre, Piinaker, Pijnacker, Pinaicker, Pijnaken of Pynaker. Het wordt wel verklaard als een samenstelling van akker 'ploegland, bouwland' en het middelnederlandse pine 'straf, pijniging', ter aanduiding van een strafplaats. Een andere betekenis van pine is 'moeite, zware arbeid' en dat zou kunnen wijzen op de inspanning die men zich moest getroosten om de akker te bewerken. Een verband met pijnbomen is niet waarschijnlijk.
In 1812 werd de al van oudsher bestaande gemeente Pijnacker uitgebreid met de volgende heerlijkheden: de vrije heerlijkheid Ackersdijk en Vrouwenregt, de hoge heerlijkheid Tempel, en de ambachtsheerlijkheden Abtsregt, Biesland, Ruyven en Hof van Delft. In 1817 werden Abtsregt, Ackersdijk en Vrouwenregt, Biesland, Ruiven, Tempel en een deel van Hof van Delft afgesplitst tot afzonderlijke gemeenten. In 1846 werd Ruyven weer aan Pijnacker toegevoegd.

## Plaatsen in de omgeving
Plaatsen in de omgeving zijn Delfgauw, Nootdorp, Zoetermeer, Berkel en Rodenrijs en de buurtschap Oude Leede.

## Wijken in Pijnacker

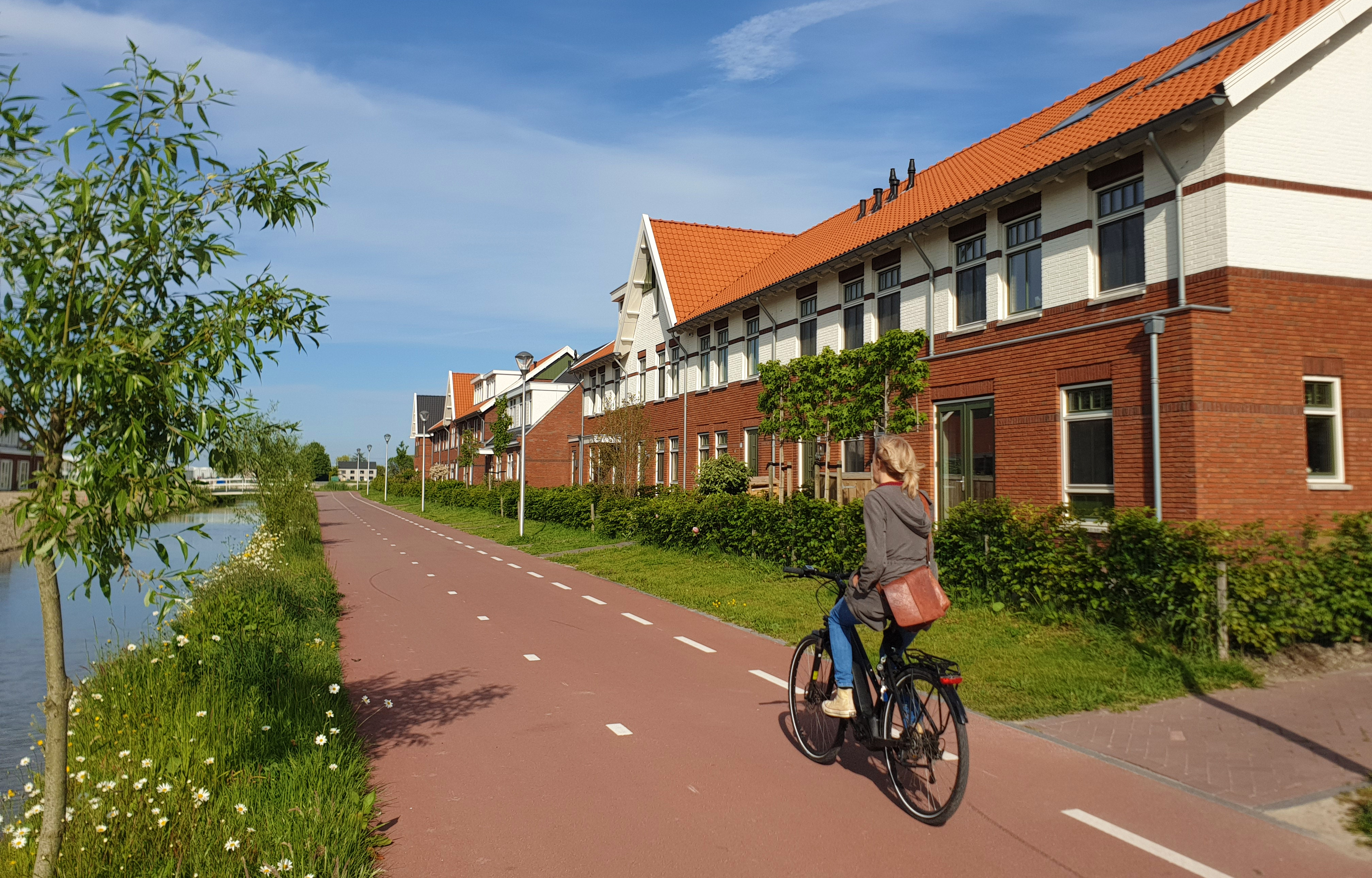
Ackerswoude, Pijnacker

- Centrum
- Koningshof
- Pijnacker-Noord
- Klapwijk
- Tolhek
- Rietlanden
- Keijzershof
- Park van Buijsen ( in aanbouw)
- Ackerswoude (In aanbouw)
- Tuindershof (In aanbouw)

## Heron Business Park
Te Pijnacker-Nootdorp is het bedrijvenpark Heron Business Park in ontwikkeling, met een ChemTech Centre Plot langs de A12. De internationale Organization for the Prohibition of Chemical Weapons (OPCW) met het hoofdkwartier in Den Haag bouwde hier in 2021-2022 het OPCW Centre for Chemistry and Technology dat training en onderzoek doet in verband met de detectie van chemische wapens.  Deze faciliteiten komen in de plaats van de  bestaande OPCW Laboratory and Equipment Store die sinds 1996 is gevestigd te Rijswijk. 

## Monumenten
- Lijst van rijksmonumenten in Pijnacker
- Lijst van gemeentelijke monumenten in Pijnacker

## Openbaar vervoer
Pijnacker ligt centraal tussen de steden Rotterdam, Delft, Den Haag en Zoetermeer. Buslijn 455 rijdt tussen Zoetermeer en 's-Gravenzande via Pijnacker, Delfgauw en Delft. Buslijn 174 rijdt tussen station Rotterdam-Noord en station Delft via Berkel en Rodenrijs en Pijnacker-Zuid. Verder beschikt Pijnacker over twee metrostations aan de Rotterdamse metro lijn E. De metrostations zijn: Pijnacker Centrum en Pijnacker Zuid.

## Sport
In Pijnacker is er een korfbalvereniging, genaamd Avanti, twee voetbalverenigingen, namelijk DSVP (Door Samenwerking Verkregen Pijnacker) en Oliveo (Onze Leus Is Vooruit En Overwinnen), twee turnverenigingen: K&V (Kracht en Vlugheid) en Oliveo Gymnastiek. Ook is er een hockeyvereniging, genaamd HCP (Hockey Club Pijnacker), een handbalvereniging Oliveo, een ijsvereniging, genaamd YVP (IJsvereniging Pijnacker) en twee sportscholen, genaamd Sportinstituut Pijnacker waar verschillende budosporten, spinning, fitness en andere zaalsporten kunnen worden beoefend, en tot slot De Viergang, een complex waar men ook kan fitnessen, spinnen en zwemmen. Daarnaast zijn er in Pijnacker ook een waterpolovereniging, een zwemvereniging, een tennisvereniging "TVP" (Tennis Vereniging Pijnacker) , een jeu-de-boulesvereniging (Folâtre), een badmintonclub, een tafeltennisclub, een scouting, een dansschool "De Dansacker", een volleybalclub "Netwerk" en twee paardrijverenigingen: "Blauw Gele Vendel" en "RCP" (Ruiterclub Pijnacker). Daarnaast zijn er twee bij de Nederlandse Bridge Bond (NBB) aangesloten bridgeverenigingen en wel de Pijnackerse Bridge Club (PBC) en B.C. Multibridge.

## Geboren in Pijnacker
- Cornelis Pijnacker (1570–1645), cartograaf, hoogleraar en diplomaat
- Jaap Schrieke (1884–1976), jurist en secretaris-generaal
- Robbert Ammerlaan (1944), journalist en uitgever
- Lenie van der Hoorn (1948), schaatsster
- Jan Versteegt (1952-2025), weerman
- Gerard Ammerlaan (1953–2011), componist en bassist
- Titia Cnossen (1957), politica
- Bert van den Braak (1958), parlementair historicus en hoogleraar
- Leo Kouwenhoven (1963), natuurkundige
- Mario van Baarle (1965), wielrenner
- Mabel Wisse Smit (1968), econome en weduwe van prins Friso
- Kurt Wubben (1972), schaatser
- Francien Huurman (1975), volleybalster
- Roel de Graaff (1983-2025), voetballer
- Danick Snelder (1990), handbalster
- Demi Vollering (1996), wielrenster
- Finn van Breemen (2003), voetballer
- Mirte van Koppen (2006), voetbalster
- Felicia de Zeeuw (2006), voetbalster

## Foto's

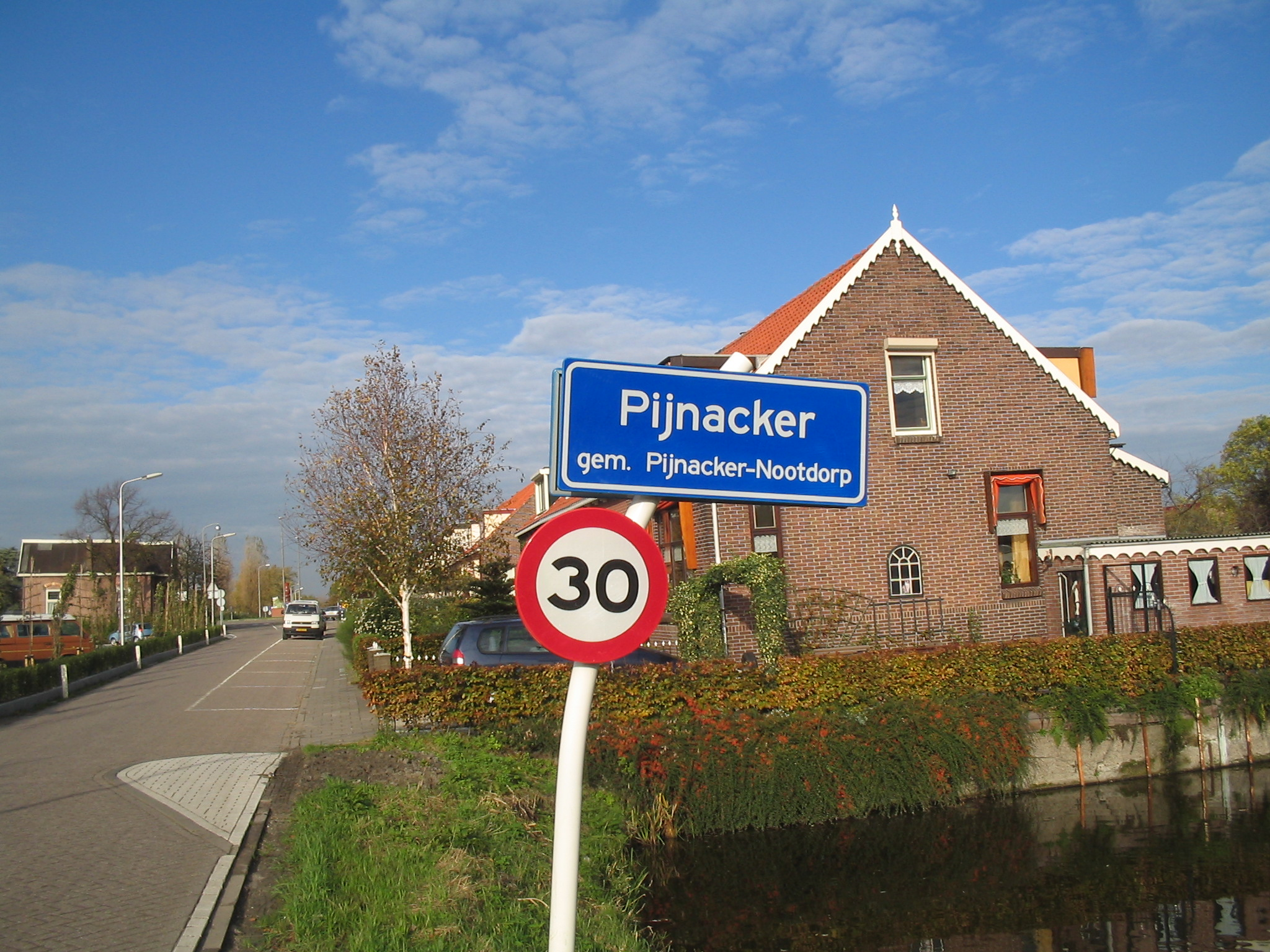
Pijnacker
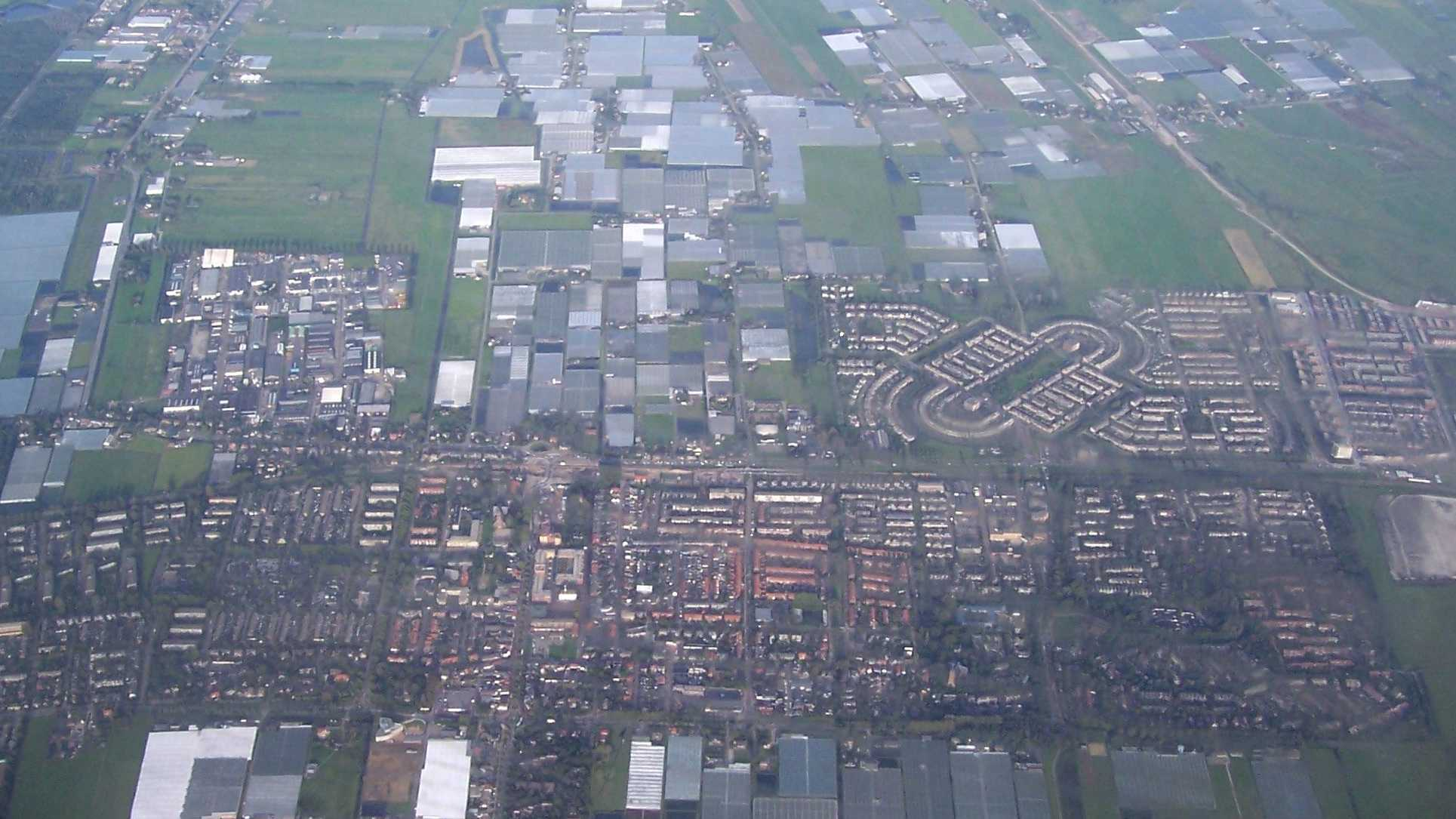
Pijnacker vanuit de lucht
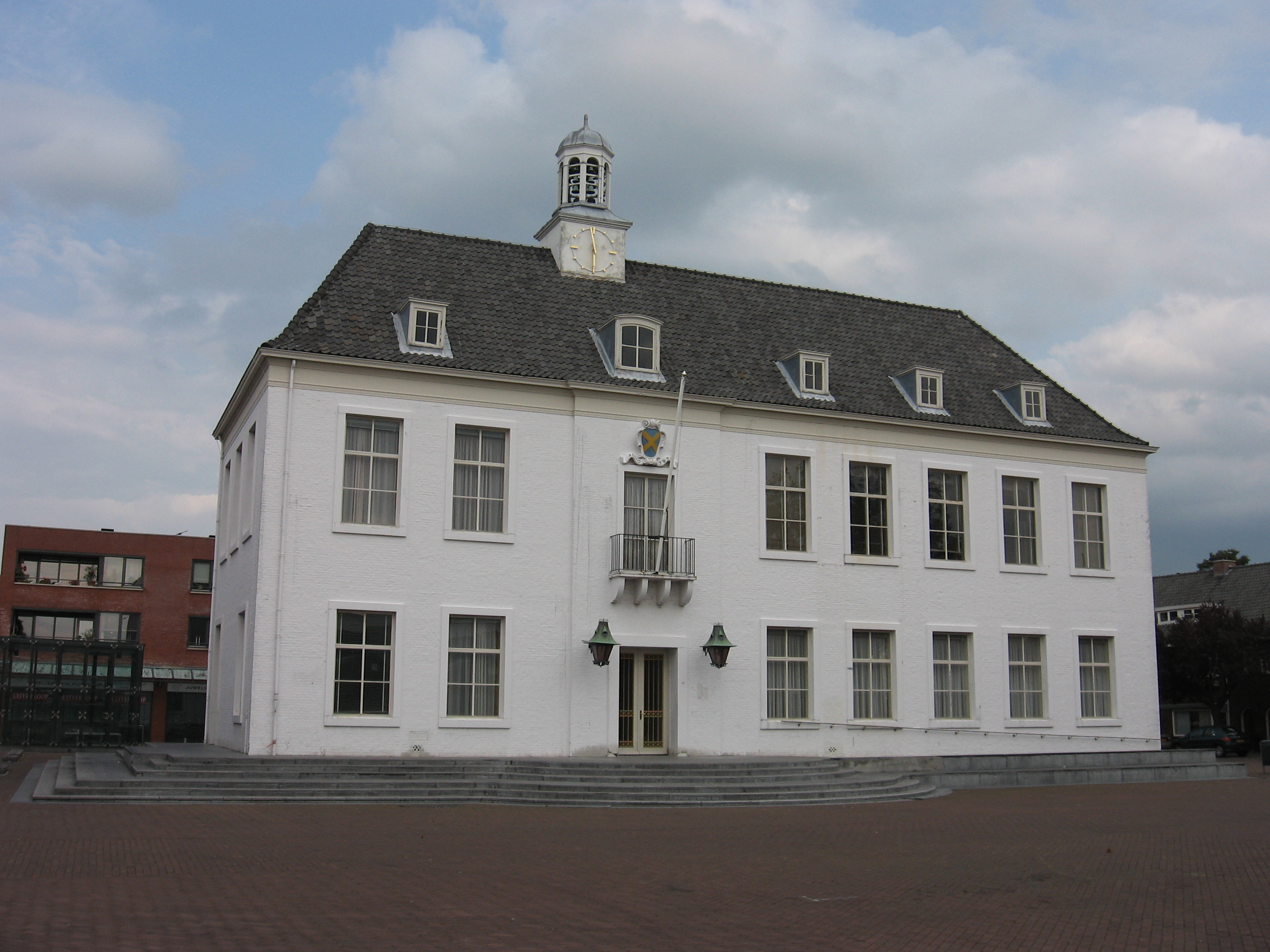
Raadhuis van Pijnacker
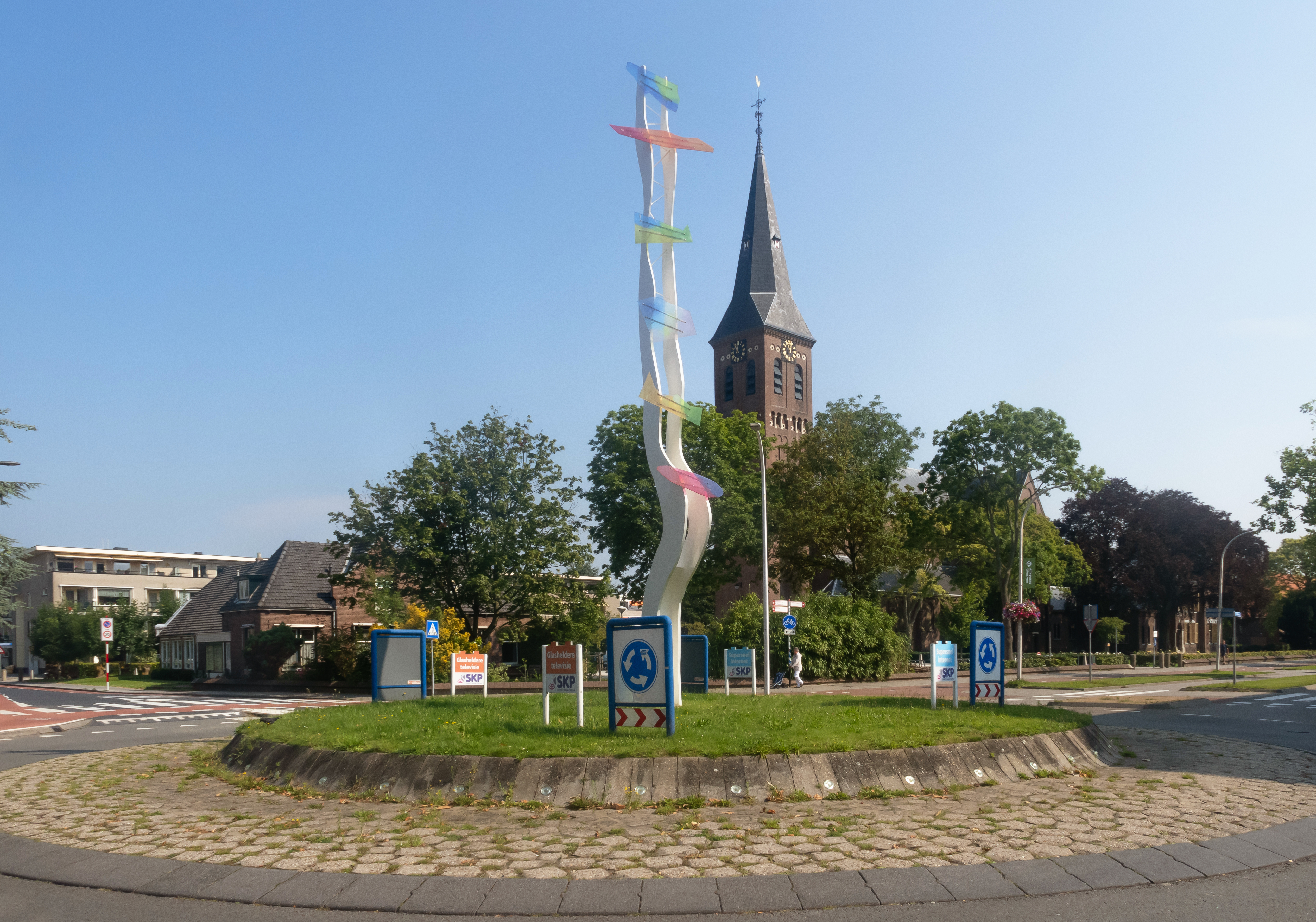
Johannes de Doperkerk (Pijnacker)
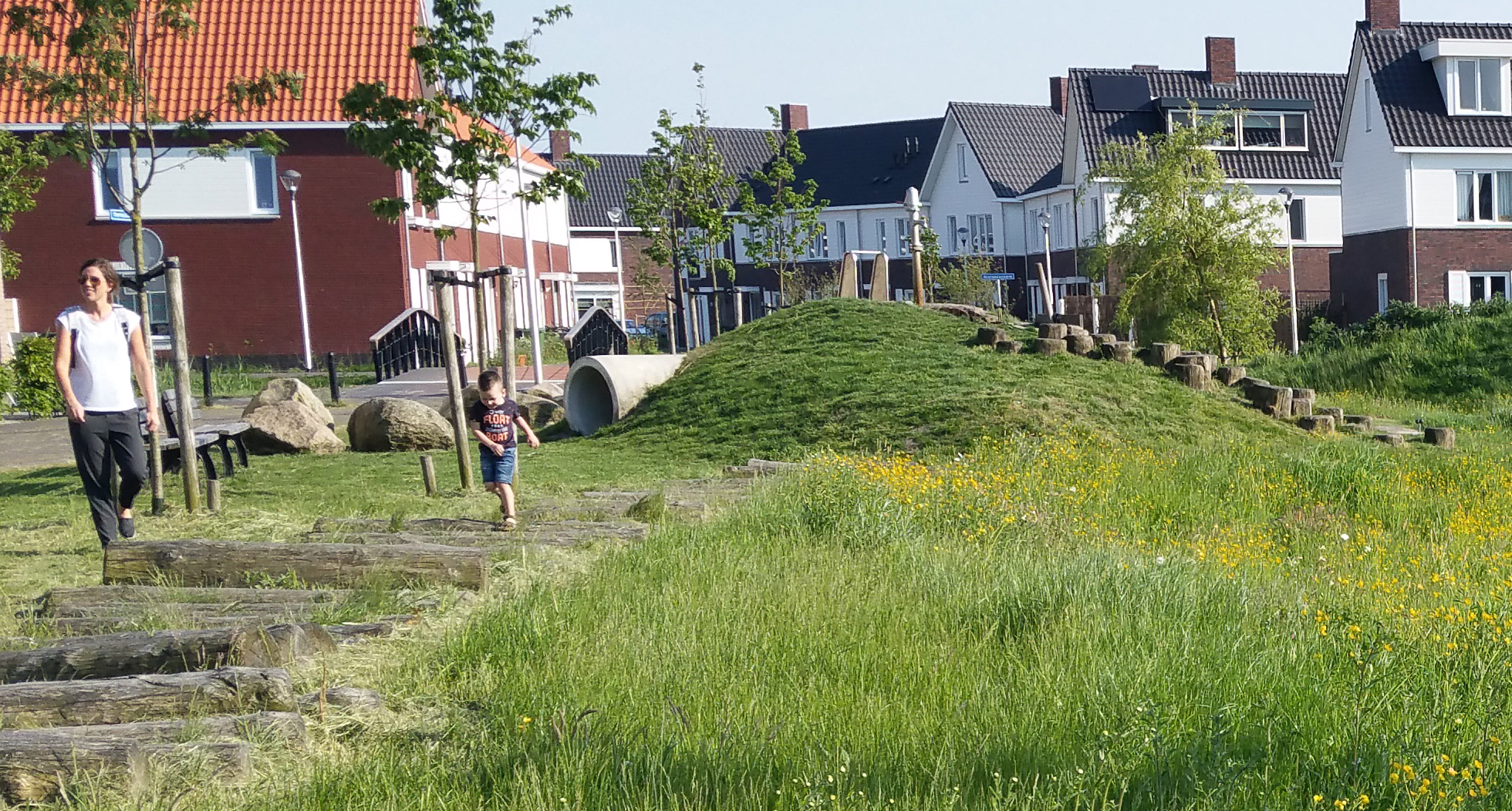
Nieuwbouw in Pijnacker